# Macroperipatus valerioi
Macroperipatus valerioi är en klomaskart som beskrevs av Morera-Brenes och León 1986. Macroperipatus valerioi ingår i släktet Macroperipatus och familjen Peripatidae. Inga underarter finns listade i Catalogue of Life.